# Filmografia su Frances Hodgson Burnett

## Film tratti dalle opere di Frances Hodgson Burnett
Numerosi testi di Frances Hodgson Burnett sono stati adattati fin dai primi anni del novecento per il cinema.

### That Lass O' Lowrie's(1877)
- Secret Love, regia di Robert Z. Leonard con Jack Curtis (Don Lowrie) e Helen Ware (Joan Lowrie)  (1916)
- La fiamma della vita (The Flame of Life), regia di Hobart Henley con Priscilla Dean (Joan Lowrie) e Wallace Beery (Don Lowrie)  (1923)

### Louisiana (romanzo)|Louisiana(1880)
- Louisiana, regia di Robert G. Vignola (1919)

### Esmeralda (commedia)|Esmeralda(Opera teatrale, (1881)
- Esmeralda, regia di James Kirkwood  con Mary Pickford  (1915)

### Il piccolo Lord(1886)
- Little Lord Fauntleroy, regia di F. Martin Thornton con Gerald Royston (Cedric) e H. Agar Lyons (Earl of Dorincourt)  (1914)
- Il piccolo Lord (A kis lord) di Alexander Antalffy con Tibor Lubinszky (Cedric), Alexander Antalffy (Lord Faunderoy) e Giza Báthory (Errolné)  (1918)
- Little Lord Fauntleroy, regia di Alfred E. Green, Jack Pickford con Mary Pickford (Cedric / Dearest) e Claude Gillingwater (Earl of Dorincourt) (1921)
- L'ultimo Lord, regia di Augusto Genina con Oreste Bilancia e Carmen Boni (1926)
- L'ultimo Lord, regia di Augusto Genina con Carmen Boni (1932)
- Lord Fauntleroy, regia di John Cromwell con Freddie Bartholomew e C. Aubrey Smith (1936)
- Il ventesimo duca, regia di Lucio De Caro con  Paola Veneroni (1945)
- Il piccolo Lord (Little Lord Fauntleroy), regia di Jack Gold con Rick Schroder (Cedric) e Alec Guinness (Earl of Dorincourt)  (1980)
- Cedie, regia di Romy Suzara con Tom Taus (Cedie) e Ronaldo Valdez (Earl)  (1996)
- Radosti i pechali malen'kogo lorda, regia di Ivan Popov con Aleksei Veselkin (Cedric) e Stanislav Govorukhin (The Earl of Dorincourt)

### A Lady of Quality(opera teatrale 1896)
Il lavoro teatrale, firmato da Frances Hodgson Burnett  e da Stephen Townsend, fu presentato in prima a New York al Wallack's Theatre il 1º novembre 1897  
- A Lady of Quality, regia di J. Searle Dawley con Cecilia Loftus (Clorinda Wildairs) e Geraldine O'Brien (Sister Anne)
- A Lady of Quality, regia di Hobart Henley con Virginia Valli (Clorinda Wildairs) e Lionel Belmore (Sir Geoffrey Wildairs)

### The Pretty Sister of Jose
- The Pretty Sister of Jose, regia di Allan Dwan con Marguerite Clark (Pepita) e Jack Pickford (Jose)

### La piccola principessa(1905)
- The Little Princess, regia di Marshall Neilan con Mary Pickford (Sara) e Katherine Griffith (Miss Minchin)  (1917)
- La piccola principessa (The Little Princess), regia di Walter Lang e William A. Seiter con Shirley Temple (Sara) e Mary Nash (Miss Minchin)  (1939)
- Principessina, regia di Tullio Gramantieri con Rosanna Dal (Anna di Villafranca) e Nerio Bernardi (il principe)  (1943)
- Sarah... ang munting prinsesa, regia di Romy Suzara con Camille Prats (Sarah Crewe) e Jean Garcia (Miss Minchin) (1995)
- La piccola principessa (The Little Princess), regia di Alfonso Cuarón con Liesel Matthews (Sarah Crewe) e Eleanor Bron (Miss Minchin) (1995)
- Malenkaya printsessa, regia di Vladimir Grammatikov con Anastasiya Meskova (Sara Crewe) e Alla Demidova (Miss Minchin)  (2001)

### Il giardino segreto(1909)
- The Secret Garden, regia di Gustav von Seyffertitz con Lila Lee (Mary Lennox) e Spottiswoode Aitken (Archibald Craven)  (1919)
- Il giardino segreto (The Secret Garden), regia di Fred M. Wilcox con Margaret O'Brien (Mary Lennox) e Herbert Marshall (Archibald Craven) (1949)
- Il giardino segreto, regia di Agnieszka Holland con Kate Maberly (Mary Lennox) e Heydon Prowse (Colin Craven)  (1993)
- Return to the Secret Garden, regia di Scott Featherstone con Mercedes Kastner (Katherine Carter) e Michelle Horn (Margaret Craven) (2000)
- Back to the Secret Garden, regia di Michael Tuchner con Joan Plowright (Martha Sowerby) e George Baker (Will Weatherstaff)  (2001)